# وولشتاین
وولشتاین (به آلمانی: Wöllstein) یک شهر در آلمان است که در آلزی-ورمز واقع شده‌است. وولشتاین ۴٬۳۸۹ نفر جمعیت دارد.

## خواهرخوانده
شهرهای بارساک، ژیروند و Great Barford خواهرخوانده‌های وولشتاین هستند.